# Amidrazon
De amidrazonen vormen een stofklasse van organische verbindingen die opgevat kunnen worden als de hydrazonen van een amide. Hun algemene formule is
{\displaystyle \mathrm {\ R{-}C({=}NR^{1}){-}NH{-}NHR^{2}} }
waarin R alkyl- of arylgroepen voorstellen.

## Synthese
Amidrazonen kunnen worden bereid uit een zuur-gekatalyseerde additie van een hydrazine aan een amide. De syntheseroute is analoog aan die van een imine of enamine.

## Eigenschappen
Amidrazonen worden gekenmerkt door drie verschillende tautomeren:
- Amidehydrazon (links)
- Imidehydrazon (midden)
- Hydrazidimide (rechts)

Amidrazonen zijn typische organische basen en vormen in combinatie met zuren stabiele zouten. Ze worden onder andere gebruikt bij de synthese van heterocyclische stikstofverbindingen.